# 기주쿠코코마에역
기주쿠코코마에역(일본어: 義塾高校前駅)은 일본 아오모리현 히로사키시에 위치한 고난 철도 오와니 선의 철도역이다. 단선 승강장 1면 1선의 구조를 갖춘 지상역이다.

## 역 주변
- 동일본 여객철도 오우 본선 이시카와 역
- 학교 법인 도오 의숙 도오기주코고등학교

## 역사
- 1987년 11월 1일 : 개업.

## 인접 역
| 고난 철도 오와니 선  | 고난 철도 오와니 선 | 고난 철도 오와니 선            |
| -------------------- | ------------------- | ------------------------------ |
| 이시카와 오와니 방면 | ■ 오와니 선         | 쓰가루오사와 주오히로사키 방면 |